# Course en ligne masculine de cyclisme sur route aux Jeux olympiques d'été de 1948
Navigation
Berlin 1936 Helsinki 1952
La course en ligne masculine de cyclisme sur route, épreuve de cyclisme des Jeux olympiques d'été de 1948, a lieu le 13 août 1948 à Londres au Royaume-Uni. Elle s'est déroulée sur 194,633 km, sur un circuit de 11,45 km emprunté dix-sept fois.

## Classement final
| Rang                                | Cycliste              | Pays            | Temps             |
| ----------------------------------- | --------------------- | --------------- | ----------------- |
| Médaille d'or, Jeux olympiques      | José Beyaert          | France          | 5 h 18 min 12 s 6 |
| Médaille d'argent, Jeux olympiques  | Gerrit Voorting       | Pays-Bas        | 5 h 18 min 16 s 2 |
| Médaille de bronze, Jeux olympiques | Lode Wouters          | Belgique        | 5 h 18 min 16 s 2 |
| 4                                   | Leon De Lathouwer     | Belgique        | 5 h 18 min 16 s 2 |
| 5                                   | Nils Johansson        | Suède           | 5 h 18 min 16 s 2 |
| 6                                   | Bob Maitland          | Grande-Bretagne | 5 h 18 min 16 s 2 |
| 7                                   | Jack Hoobin           | Australie       | 5 h 18 min 18 s 2 |
| 8                                   | Gordon Thomas         | Grande-Bretagne | 5 h 18 min 18 s 2 |
| 9                                   | Adolfo Ferrari        | Italie          | 5 h 21 min 45 s 0 |
| 10                                  | Silvio Pedroni        | Italie          | 5 h 21 min 45 s 0 |
| 11                                  | Alain Moineau         | France          | 5 h 21 min 45 s 0 |
| 12                                  | Eugène Van Roosbroeck | Belgique        | 5 h 21 min 45 s 0 |
| 13                                  | Jakob Schenk          | Suisse          | 5 h 21 min 45 s 0 |
| 14                                  | Rudi Valenta          | Autriche        | 5 h 24 min 48 s 0 |
| 15                                  | Jean Brun             | Suisse          | 5 h 26 min 54 s 0 |
| 16                                  | Ian Scott             | Grande-Bretagne | 5 h 26 min 57 s 2 |
| 17                                  | Jacques Dupont        | France          | 5 h 12 min 45 s 3 |
| 18                                  | Harry Snell           | Suède           | 5 h 28 min 22 s 2 |
| 19                                  | Franco Fanti          | Italie          | 5 h 29 min 35 s 2 |
| 20                                  | Livio Isotti          | Italie          | 5 h 31 min 8 s 6  |
| 21                                  | Ceferino Peroné       | Argentine       | 5 h 33 min 15 s 4 |
| 22                                  | Dante Benvenuti       | Argentine       | 5 h 33 min 15 s 4 |
| 23                                  | Miguel Sevillano      | Argentine       | 5 h 33 min 15 s 4 |
| 24                                  | Åke Olivestedt        | Suède           | 5 h 33 min 48 s 2 |
| 25                                  | Walter Reiser         | Suisse          | 5 h 34 min 25 s 2 |
| 26                                  | Russell Mockridge     | Australie       | 5 h 39 min 54 s 6 |
| 27                                  | Christian Pedersen    | Danemark        | 5 h 39 min 57 s 2 |
| 28                                  | Knud Andersen         | Danemark        | 5 h 39 min 57 s 2 |
|                                     | Mario Mathieu         | Argentine       | abandon           |
| Ken Caves                           | Australie             | abandon         |                   |
| Jim Nestor                          | Australie             | abandon         |                   |
| Hans Goldschmid                     | Autriche              | abandon         |                   |
| Siegmund Huber                      | Autriche              | abandon         |                   |
| Josef Pohnetal                      | Autriche              | abandon         |                   |
| Liévin Lerno                        | Belgique              | abandon         |                   |
| Laddie Lewis                        | Guyana                | abandon         |                   |
| Lorne Atkinson                      | Canada                | abandon         |                   |
| Florent Jodoin                      | Canada                | abandon         |                   |
| Lance Pugh                          | Canada                | abandon         |                   |
| Laurent Tessier                     | Canada                | abandon         |                   |
| Rafael Iturrate                     | Chili                 | abandon         |                   |
| Mario Masanés                       | Chili                 | abandon         |                   |
| Exequiel Ramírez                    | Chili                 | abandon         |                   |
| Rogelio Salcedo                     | Chili                 | abandon         |                   |
| Børge Saxil Nielsen                 | Danemark              | abandon         |                   |
| Rudolf Rasmussen                    | Danemark              | abandon         |                   |
| Paul Backman                        | Finlande              | abandon         |                   |
| Thorvald Högström                   | Finlande              | abandon         |                   |
| Erkki Koskinen                      | Finlande              | abandon         |                   |
| René Rouffeteau                     | France                | abandon         |                   |
| Ernie Clements                      | Grande-Bretagne       | abandon         |                   |
| Manthos Kaloudis                    | Grèce                 | abandon         |                   |
| Evangelos Kouvelis                  | Grèce                 | abandon         |                   |
| Petros Leonidis                     | Grèce                 | abandon         |                   |
| Henk Faanhof                        | Pays-Bas              | abandon         |                   |
| Evert Grift                         | Pays-Bas              | abandon         |                   |
| Piet Peters                         | Pays-Bas              | abandon         |                   |
| Malcolm Havladar                    | Inde                  | abandon         |                   |
| Raj Kumar Mehra                     | Inde                  | abandon         |                   |
| Eruch Mistry                        | Inde                  | abandon         |                   |
| Homi Powri                          | Inde                  | abandon         |                   |
| Hwang San-ung                       | Corée du Sud          | abandon         |                   |
| Gwon Ik-hyeon                       | Corée du Sud          | abandon         |                   |
| Robert Bintz                        | Luxembourg            | abandon         |                   |
| Marcel Ernzer                       | Luxembourg            | abandon         |                   |
| Henri Kellen                        | Luxembourg            | abandon         |                   |
| Pitty Scheer                        | Luxembourg            | abandon         |                   |
| Placido Herrera                     | Mexique               | abandon         |                   |
| Francisco Rodríguez                 | Mexique               | abandon         |                   |
| Gabino Rodríguez                    | Mexique               | abandon         |                   |
| Manuel Solis                        | Mexique               | abandon         |                   |
| Nick Carter                         | Nouvelle-Zélande      | abandon         |                   |
| Lorang Christiansen                 | Norvège               | abandon         |                   |
| Leif Flengsrud                      | Norvège               | abandon         |                   |
| Erling Kristiansen                  | Norvège               | abandon         |                   |
| Aage Myhrvold                       | Norvège               | abandon         |                   |
| Wazir Ali                           | Pakistan              | abandon         |                   |
| Hernán Llerena                      | Pérou                 | abandon         |                   |
| Pedro Mathey                        | Pérou                 | abandon         |                   |
| Luis Poggi                          | Pérou                 | abandon         |                   |
| Dirkie Binneman                     | Afrique du Sud        | abandon         |                   |
| George Estman                       | Afrique du Sud        | abandon         |                   |
| Wally Rivers                        | Afrique du Sud        | abandon         |                   |
| Olle Wänlund                        | Suède                 | abandon         |                   |
| Giovanni Rossi                      | Suisse                | abandon         |                   |
| Ali Çetiner                         | Turquie               | abandon         |                   |
| Mustafa Osmanlı                     | Turquie               | abandon         |                   |
| Orhan Suda                          | Turquie               | abandon         |                   |
| Talat Tunçalp                       | Turquie               | abandon         |                   |
| Frank Brilando                      | États-Unis            | abandon         |                   |
| Ed Lynch                            | États-Unis            | abandon         |                   |
| Chester Nelsen                      | États-Unis            | abandon         |                   |
| Wendell Rollins                     | États-Unis            | abandon         |                   |
| Waldemar Bernatzky                  | Uruguay               | abandon         |                   |
| Enrique Demarco                     | Uruguay               | abandon         |                   |
| Mario Figueredo                     | Uruguay               | abandon         |                   |
| Luis López                          | Uruguay               | abandon         |                   |
| Milan Poredski                      | Yougoslavie           | abandon         |                   |
| August Prosenik                     | Yougoslavie           | abandon         |                   |
| Aleksandar Strain                   | Yougoslavie           | abandon         |                   |
| Aleksandar Zorić                    | Yougoslavie           | abandon         |                   |